# 3.ª Brigada de Infantería Motorizada
La 3.ª Brigada de Infantería Motorizada «Visconde de Porto Seguro» es una unidad del Ejército Brasileño con sede en Cristalina y dependiente del Comando Militar de Planalto.

## Historia
Se creó el 18 de diciembre de 1968 como 3.ª Brigada de Infantería, con sede en Brasilia y dependiente del Comando Militar de Planalto. En 1973 adquirió el carácter de motorizada incorporando nuevas unidades a su estructura orgánica. En 1980 la 3.ª se radicó en Goiânia. En 2003 el Comando de la Brigada se instaló en Cristalina, Goiás.

## Organización
La estructura orgánica de la 3.ª es la que sigue:
- Comando de la 3.ª Brigada de Infantería Motorizada.
  - 22.º Batallón de Infantería.
  - 36.º Batallón de Infantería Motorizado.
  - 41.º Batallón de Infantería Motorizado.
  - 3.º Escuadrón de Caballería Mecanizado.
  - 32.º Grupo de Artillería de Campaña.
  - 1.ª Batería de Artillería Antiaérea.
  - 23.ª Compañía de Ingenieros de Combate.
  - 6.ª Compañía de Comunicaciones.
  - 16.º Batallón Logístico.
  - 23.º Pelotón de Policía de Ejército.
  - Compañía Comando de la 3.ª Brigada de Infantería Motorizada.